# Гамзали
Гамзали (также Хамзали/Хамзалы, Хамзалли азерб. Həmzəlli) — село в Габалинском районе Азербайджана.

## География
Село расположено в 4 км к западу от районного центра Габалы, на берегу реки Гамзаличай.

## История
В «Описании Шекинской провинции» от 1819 года говорится о «татарской» (азербайджанской) деревне Гамзали Бумского магала.

## Население
«Кавказский календарь» за 1856 год приводит данные о селе Гамзали Кабалинского махала с азербайджанским («татарским» по источнику) населением, с разговорным языком азербайджанским («татарским» в источнике). Вероисповедание — мусульмане-сунниты.
По материалам посемейных списков на 1886 год, в Гамзалы насчитывалось 169 дымов и 860 жителей и все «татары»-сунниты (азербайджанцы-сунниты).
По Азербайджанской сельскохозяйственной переписи 1921 года Гамзалы Нухинского уезда Азербайджанской ССР с отсёлком населяли 719 человек (162 хозяйства), преобладающая национальность — тюрки-азербайджанцы.
По сведениям на 1 января 1933 года в Хамзали Куткашенского сельсовета одноимённого района района насчитывалось 722 жителя (183 хозяйств, 60 обобщённых и 123 единоличных), из которых 417 являлись мужчинами и 305 женщинами. Весь сельсовет состоял из сёл (Джигаталлы, Дурджа, Хамзали, Кюснет, Лаза, Мычыг, Куткашен - центр, Куткашендера). Национальный состав всего сельсовета на 87,9 % состоял из тюрок (азербайджанцев).
По данным конца 1980-х годов в селе Гамзали проживало 1043 жителей.  Население занималось табаководством, садоводством, выращиванием зерновых, животноводством, шелководством. В селе имелись средняя школа, библиотека, клуб, фельдшерский пункт.

### Известные уроженцы/жители
На Всемирной лондонской выставке 1851 года двое жителей Гамзали, Уста Качай Уста Алибек оглы («за шашку хорошего достоинства»), Уста Селим Молла-Нури оглы («кинжал хорошей работы») были удостоены бронзовых медалей.
В Гамзали родился Натиг Юсифов — доктор филологии, профессор, проектор Азербайджанского университета языков.
Из Гамзали также происходит Азер Гариб — азербайджанский журналист, блогер.

## Достопримечательности
В Гамзали находится исторический памятник — пир Ших-Баба, относящийся к XIV-XV вв. и являющийся издавна местом паломничества. Захороненный в пире «Шейх кутб ал-арифейн, маулана, Саййид Шейх Мухаммад» был богословом, имевшим большое влияние на народ. Село известно также производством уникальной ореховой халвы.